# Giuseppe Rocco Favale
Giuseppe Rocco Favale (Irsina, 11 luglio 1935 – Gravina in Puglia, 29 giugno 2018) è stato un vescovo cattolico italiano.

## Biografia
Ha frequentato il ginnasio-liceo e gli studi di teologia presso il Pontificio Seminario Regionale Pugliese "Pio XI" di Molfetta.
Il 15 luglio 1962 è stato ordinato presbitero.

### Ministero episcopale
Il 4 marzo 1989 è stato nominato vescovo di Vallo della Lucania. Ha ricevuto l'ordinazione episcopale il 1º maggio 1989 a Irsina, suo paese natale, per l'imposizione delle mani e la preghiera consacratoria dell'allora arcivescovo di Napoli il cardinale Michele Giordano.
Il 7 maggio 2011 papa Benedetto XVI ha accettato le sue dimissioni per raggiunti limiti di età e nomina suo successore mons. Ciro Miniero.
È deceduto il 29 giugno 2018 intorno alle 19:45 a Gravina in Puglia, nella casa delle Suore di Gesù Crocifisso.

## Genealogia episcopale
La genealogia episcopale è:
- Cardinale Scipione Rebiba
- Cardinale Giulio Antonio Santori
- Cardinale Girolamo Bernerio, O.P.
- Arcivescovo Galeazzo Sanvitale
- Cardinale Ludovico Ludovisi
- Cardinale Luigi Caetani
- Cardinale Ulderico Carpegna
- Cardinale Paluzzo Paluzzi Altieri degli Albertoni
- Papa Benedetto XIII
- Papa Benedetto XIV
- Cardinale Enrico Enriquez
- Arcivescovo Manuel Quintano Bonifaz
- Cardinale Buenaventura Córdoba Espinosa de la Cerda
- Cardinale Giuseppe Maria Doria Pamphilj
- Papa Pio VIII
- Papa Pio IX
- Cardinale Alessandro Franchi
- Cardinale Giovanni Simeoni
- Cardinale Vincenzo Vannutelli
- Cardinale Giovanni Battista Nasalli Rocca di Corneliano
- Cardinale Marcello Mimmi
- Arcivescovo Giacomo Palombella
- Cardinale Michele Giordano
- Vescovo Giuseppe Rocco Favale